# Православие в Нигерии
Основателем Православной церкви в Нигерии явился Квами Нцец Бреси-Андо, который родился в Гане. Церковь, которую он основал в 1932 году, в конечном счёте стала Православной церковью Ганы, в пределах Александрийского патриархата в 1982 году. Бреси-Андо имел хорошее образование, в том числе религиозное.
Первоначально он был «рукоположён» в Методистской Церкви Ганы. Но в 1926 году 31 марта оставил методистов и основал собственную церковь в Восточной Нигерии, под названием «Объединенная Свободная Церковь Африки», которую он переименовал в 1929 году в «Примитивную Апостольскую Африканскую Церковь».
В этом же году выходец из Ганы, Лаура Адоркор Коффей, основал в Соединённых Штатах Америки «Африканскую Универсальную Церковь и Коммерческую Лигу». Его цель состояла в том, чтобы возвратить афроамериканцев на родину предков в Западную Африку.
В 1931 году Бреси-Андо соединил свою «Церковь» с «Церковью» Лауры Коффи, став при этом епископом. План возвращения афроамериканцев в Гану стал основной платформой новой организации.
В 1932 году Бреси-Андо вернулся в Гану и с помощью своего брата Эрнеста Андо-Брю основал общину своей новой «Церкви» в Гане, в родном городе Апам. Основой общины послужили местные члены Методистской Церкви, присоединившиеся к нему.
С 1932 по 1935 годы Бреси-Андо основал много приходов и открыл несколько школ. Тем временем из Америки в Гану вернулся всего один человек. План возвращения оказался неудачей.
В 1935 году Бреси-Андо отправился в Лондон на поиски Церкви с более глубокими историческими корнями. Здесь он познакомился с архиепископом Черчиллем Сиблеем. Это оказался неканонический иерарх Сиро-яковитской Церкви. Он «хиротонисал» Квама Нцеца в епископы основанной им Церкви. Бреси-Андо вернулся в Гану в качестве православного иерарха (как он думал) для того, чтобы реорганизовать многочисленные приходы, которые он до этого основал. К старому названию своей Церкви он добавил «Православная» и, начиная с 1935 года, оставил все протестантское учение и все обряды. Каким-то образом он принял римокатолическое учение и литургическую практику, совсем не воспользовавшись сиро-яковитскими литургическими формами.
На протяжении 1935—1942 гг. Бреси-Андо продолжал открывать новые приходы. В 1942 году, в ответ на обращение своей паствы в Нигерии, где он не был с 1932 года, Бреси-Андо поехал в Нигерию, чтобы посетить свою паству. С 1942 по 1944 годы, во время его отсутствия, Церковь в Гане начала делиться и распадаться. От полного разделения Церковь удержал священник Едону, которого в 1945 году Бреси-Андо назначил своим представителем в Гане.
С 1945 по 1950 г. священник Едону объединил под своим началом приходы в центральной части, где жило родственное ему племя Фанте. Другой священник, Григорий Лаби, в восточной части также объединил общины среди племени Лате. Всего примерно десять приходов остались преданными Бреси-Андо, остальные отпали. В 1951 году Бреси-Андо упростил название своей Церкви, и она стала называться: «Православная Кафолическая Церковь». Это подчеркнуло их Ортодоксальность. Все были убеждены, что они православные. Бреси-Андо знал, что существуют другие Православные церкви, но никаких контактов не существовало.
В 1955 году Бреси-Андо посетил свои приходы в Гане и в 1956 году возвратился в Нигерию.
В 1957 году Гана стал независима, и здесь появились первые вестники Православия. Как и по всей Африке, ими были греческие бизнесмены. Так, один из бизнесменов-греков построил храм в Аккре на своей земле. Храм св. Георгия строился с 1966 по 1967 год, но не был освящен. Здесь также постоянно бывали священники Александрийского патриархата, которые обслуживали православные диаспоры греков, ливанцев. Но контактов с организацией Бреси-Андо не было. В 1966 году политическая обстановка в Гане стала неблагоприятной. Правительство было свергнуто, и греки начали оставлять страну. Но приходы организации Бреси-Андо здесь сохранились благодаря усилиям священника Едону. А вот в Нигерии все приходы рассеялись из-за гражданской войны, произошедшей там в эти годы. Бреси-Андо в 1970 году был репатриирован в Гану и здесь умер.
В 1971 году была создана Молодёжная организация Ганской Церкви. Её целью стало возрождение Церкви и поиски других православных сообществ. В 1972 году специальное собрание духовенства Православной Церкви в Гане определило количество своих «верных» в составе 1998 человек и 12 приходов, 3 из которых были новыми. Лидером Молодёжной организации стал Готфрид Мэнти.
Наконец, в августе 1974 года был установлен контакт со Вселенским Православием. Молодёжные лидеры Церкви Бреси-Андо Квами Лаби и Готфрид Мэнти встретили православного священника в Ганском университете во время съезда Всемирного совета церквей, проходившего здесь. С ними встретились отец Иоанн Мейендорф, отец Фома Хопко, богослов Николай Лосский и представитель Александрийского патриархата Д. Парфелус. Они поговорили с ганской молодёжью и выяснили, что Православная Церковь Бреси-Андо была неканонической. Их наставили в Православии и приняли в каноническое общение. Таким образом, Православная Церковь Ганы стала канонической. Но не совсем, так как ганцы не обрели материнскую Церковь, которая могла бы правильно окормлять их.
В 1977 году здесь был поставлен митрополит Аккрский и всей Западной Африки Ириней, кафедра которого располагалась в Яунде, столице Камеруна. А в 1978 году митрополит Ириней впервые прибыл с пастырским визитом в столицу Ганы Аккру. Митрополит сумел направить четверых человек на обучение в богословские вузы: двое поехали в Грецию, двое — в США. Митрополит начал последовательно укреплять связи с «православными» здесь. Решающим фактором по распространению Православия стала деятельность первых четырёх ганцев-богословов.
Распространением Православия и финансовой поддержкой здесь занялась греческая организация «Апостольское служение», которую возглавлял отец Феоклит Циркас.
Работу среди молодёжи возглавила Православная Всемирная молодёжная организация Синдесмос (SYNDESMOS). Здесь работали два студента из Финляндии: Соили Урни и Паиви Тиаинен.
Началась подготовка к официальному принятию «православных» Ганы в лоно Матери-Церкви. В 1982 году вернулся из Соединённых Штатов Америки Квам Джозеф Лаби, закончив Свято-Владимирскую семинарию. Митрополит Ириней назначил его ответственным по подготовке к приёму. Он составил литургические переводы. Ганцы начали изучать Божественную Литургию свт. Иоанна Златоуста как средство подготовки к переходу в Православие.
Наконец, в сентябре 1982 года появилась Православная Церковь в Гане. Церковь была принята в каноническое общение с православными через крещение и миропомазание её членов. Супружеские пары были обвенчаны. Было рукоположено́ за пять дней четыре священника: Кириакос Едону, Григорий Лаби, Сэмюэль Адджеи-Куми и Квам Джозеф Лаби, три диакона: Дэниэль Аиду, Джекоб Сей и Эммануэль Брюс. Также было крещено 1975 человек. Все это происходило в городе Ларте. В последующие годы митрополит Ириней крестил другие общины, и таким образом число крещённых достигло около 300 тысяч человек.
Дважды Западно-Африканскую митрополию возглавлял покойный патриарх Петр VII, с 1990 по 1991 гг. и с 1994 по 1997 гг. С этой же кафедры он был избран патриархом 27 февраля 1997 года (21 февраля).
А 28 октября 1994 года в городе Аккре, столице страны был освящен кафедральный Преображенский собор.
В 1993 году в городе Сведру открыт миссионерский приход, посвящённый Апостолу Марку.
В 1997 году в Гане учреждена своя епископия. А 30 ноября 1999 года первым епископом Ганским хиротонисан архимандрит Пантелеимон (Лампадариу).
Епархия Ганы включает в себя и другие страны — такие как Кот-д’Ивуар, Либерия, Гвинея, Гвинея-Бисау, Сьере-Лионе, Гамбия, Сенегал, Мали, Буркина-Фасо. По данным на 2002 год эта епархия в общей сложности насчитывала около 4 тысяч верных, 17 священников и более 50 приходов. Как видим, налицо большая нехватка священников.
Строятся храмы, катехизические школы, медицинские центры, но в основном проблемы те же, что и в остальных африканских странах. Основную финансовую поддержку здесь осуществляет ОСМС — Православный миссионерский центр греческой архиепископии в Америке, который расположен в городе Сант-Огастин, штат Флорида.
13 сентября 1997 года митрополитом Камеруна и Центральной Африки стал нынешний патриарх Феодор II, который прославился как ревностный миссионер (возглавлял митрополию до 2002 года).
В Нигерии Православие утвердилось также благодаря вхождению неканонической организации в Александрийский Патриархат. Это произошло, видимо, в то же время, что и в Гане. А организация, которую приняли в общение, возможно, одна из тех, что остались от Церкви Бреси-Анда.
Миссия в Нигерии активизировалась как раз при митрополите Иринее Аккрском и Западноафриканском. К 1986 году Церковь здесь была официально признана государством. Были открыты богословские курсы, для богослужений построили 18 временных зданий. В 1985 году страну посетил митрополит Ириней и рукоположил девять священников из местного населения. Рукоположены́ они были в столице страны — Лагосе, в храме в честь Воскресения Христова.
В 1997 году была учреждена Нигерийская епархия. Юрисдикция этой епархии распространяется на такие страны как Нигерия, Нигер, Бенин и Того.
Правящий архиерей: Митрополит Нигерийский Александр.
Tel: (2341) 7741447, (2341) 7915880,
Fax: (2341) 2631659.
Сайт:  Архивная копия от 23 марта 2022 на Wayback Machine. В настоящее время в Нигерии действуют 23 прихода Православной Церкви и регулярно появляются новые. Есть интерес и даже прямые запросы об устроении катехизации со стороны вождей и различных местных правителей.